# 纖鉆光魚
纖鉆光魚（学名：Sigmops gracilis），又稱纖鑽光魚），是輻鰭魚綱巨口魚目鑽光魚科的其中一種。其种加词来源于拉丁文“gracilis”，意为“纤细的”。

## 分布
本魚分布於北太平洋，包括南海、東海、台灣東部、東沙群島、千島群島、日本、朝鮮半島、日本海、鄂霍次克海等海域。

## 特徵
本魚身體呈黑褐色，細長側扁。皮膚裸露無鱗。頭小，吻短而鈍尖。兩頜齒各一行，並具大牙10餘科。眼小而圓，近吻端，其眼間隔約與眼徑相等。兩個鼻孔位於掩上前方。口大，斜裂，上頜後端明顯超過眼眶後緣。兩頜牙一行；犁骨牙1對，尖而彎曲。背鰭位於身體後半部。臀鰭基甚長，明顯大於背鰭基，其起點亦明顯前於背鰭起點。無脂鰭。頭部發光器及眶下發光器各1個。背列發光器7個，大而明顯，間距甚寬，第3、5、7個位高而近背緣；尾鰭下副鰭條具發光器2個。體長可達13.3公分。

## 生態
本魚棲息於表層至2300公尺之水層，夜間則上浮200公尺的淺水層覓食。

## 經濟利用
可以從中層或底拖網捕獲之，目前甚少為人類所利用。